# Parc national suisse
 (décembre 2011).
Si vous disposez d'ouvrages ou d'articles de référence ou si vous connaissez des sites web de qualité traitant du thème abordé ici, merci de compléter l'article en donnant les références utiles à sa vérifiabilité et en les liant à la section « Notes et références ».
Le parc national suisse (romanche : Parc Naziunal Svizzer, allemand : Schweizerischer Nationalpark, italien : Parco nazionale svizzero) est un parc national situé en Engadine, dans le canton des Grisons, en Suisse. Fondé le 1er août 1914, il a été l'un des premiers parcs nationaux créés en Europe. Le parc a actuellement une superficie de 172 km2. C'est la plus grande réserve naturelle de Suisse et son seul parc national. Il jouxte le parc national du Stelvio (Italie). 

## Histoire

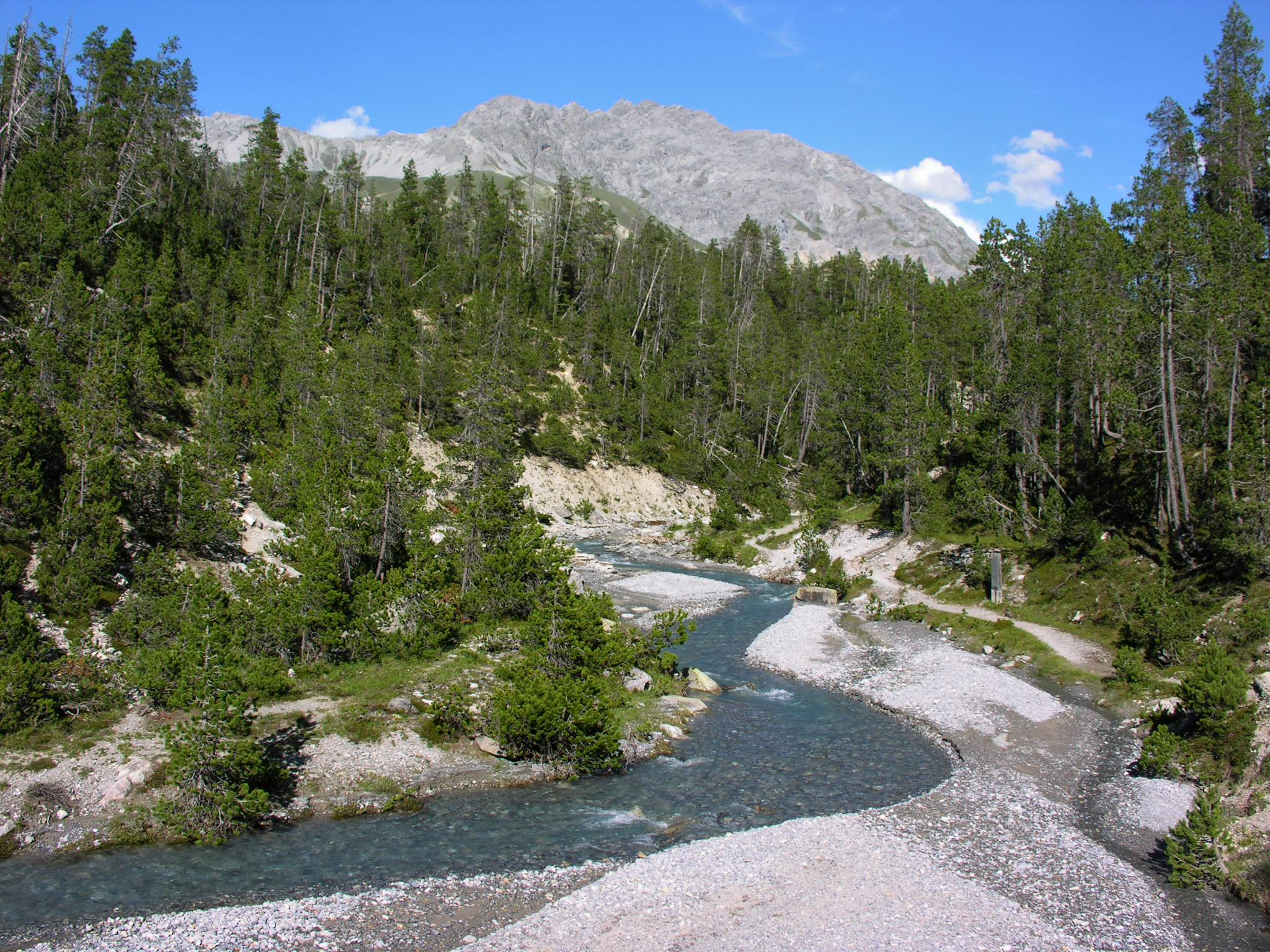
L'Ova dal Fuorn.

En 1909, des naturalistes suisses qui s'inquiètent des dégâts infligés à la nature par les activités humaines en plein développement, fondent une association destinée à la création d'une aire protégée, suivant en cela la voie ouverte par les États-Unis qui disposent déjà de plusieurs parcs nationaux. Cette association, la Ligue suisse pour la protection de la nature (LSPN), fait appel à une souscription pour pouvoir payer le fermage du val Cluozza, dans le territoire de la commune de Zernez. Chaque Suisse peut ainsi verser un franc pour participer.
En 1914, la Confédération suisse décide de prendre le fermage à sa charge et crée ainsi le parc national suisse, l'un des premiers parcs nationaux européens.
La LSPN, devenue Pro Natura, existe toujours et continue à verser un franc par adhérent au budget du parc.
Le Cassenoix moucheté est son emblème officiel. Le nom en romanche de cet oiseau, Cratschla, est aussi le titre du magazine semestriel publié par le parc. 
Le parc national est depuis 1979 une réserve de biosphère de l’Unesco.
L'Union internationale pour la conservation de la nature a inscrit le parc sur sa liste verte en avril 2021, saluant ainsi le rôle de cette zone « dans l'arrêt des pertes dramatiques de biodiversité ».

## Géographie et milieux
Situé en Engadine, dans le quadrilatère Zernez-S-chanf-Col de l'Ofen-Scuol, le parc se trouve dans la région la plus orientale de la Suisse ; ce territoire comprend des terrains alpins allant de 1400 à 3 173 m d'altitude, culminant au Piz Pisoc. Le parc est composé de forêts à 28 % (dont 99,5 % de forêts de résineux), de pelouses alpines à 21 % (la plupart des plantes alpines y croissent), et sans végétation à 51 % (éboulis, rochers, hautes montagnes).
Connu pour la richesse de sa flore et de sa faune alpines et pour ses paysages sauvages, le parc national suisse appartient au groupe exclusif des réserves naturelles strictes (catégories I). Dans cet habitat diversifié, la nature est laissée entièrement à elle-même, l'être humain ne joue qu'un rôle secondaire ; il n'en est que le témoin. Cette volonté fait suite aux dégradations importantes subies par ce territoire aux siècles précédents, en particulier la disparition de la quasi-totalité du couvert forestier, exploité pour alimenter en combustible les fours à chaux de la région, et favoriser l'élevage. Depuis la création du parc, l'interruption totale de ces activités a permis le retour à un couvert forestier naturel, sans intervention humaine.

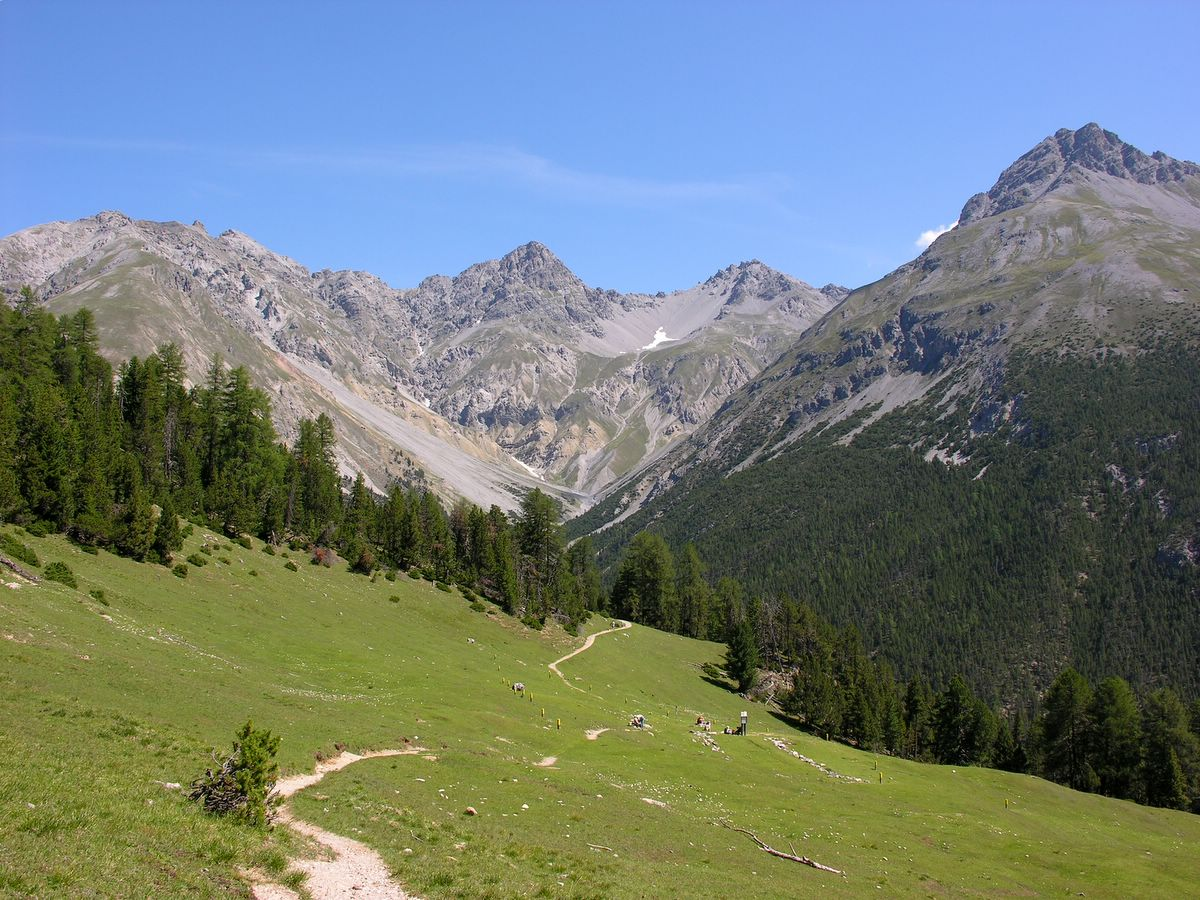
Vue du Val Ftur (itinéraire 12).

Le parc national suisse est situé en montagne. Le climat alpin est marqué par de rapides changements de temps (orages, et neige, même au printemps). Le visiteur doit donc se munir de bonnes chaussures de marche ainsi que d'une protection contre le soleil, le vent et la pluie. Pour les randonnées, il doit emporter assez de ravitaillement et surtout à boire. 

### Accès
L'accès au parc peut se faire de plusieurs manières :
- Par le train : 
  - depuis Landquart par le tunnel de la Vereina en Basse-Engadine - Zernez.
  - depuis Coire par Samedan en Haute-Engadine - Zernez.
- En voiture : 
  - Zurich - Landquart - col de la Flüela - Engadine
  - Merano - col de la Maloja - Engadine
  - Lausanne - Sion - Brigue - col de la Furka - col de l'Oberalp - Reichenau - Thusis - Savognin - col du Julier - Saint-Moritz - Zernez.

La plupart des points de départ de randonnée sont desservis par les transports publics. 
- CarPostal/Silvestribus :
  - Ligne 811 Zernez - 7 arrêts pour le parc - Pass dal Fuorn - Fuldera - Müstair - Malles Venosta (IT)
  - Ligne 815 Zernez - Punt la Drossa (seul arrêt dans le parc) - Livigno (IT) via le tunnel de Munt La Schera
  - Ligne 913 Scuol - accès au Val Mingèr (parc) - S-charl
- Engadinbus :
  - Ligne 7 Brail - S-chanf, Parc Naziunal (Val Trupchun) - Zernez - Zuoz

## Buts

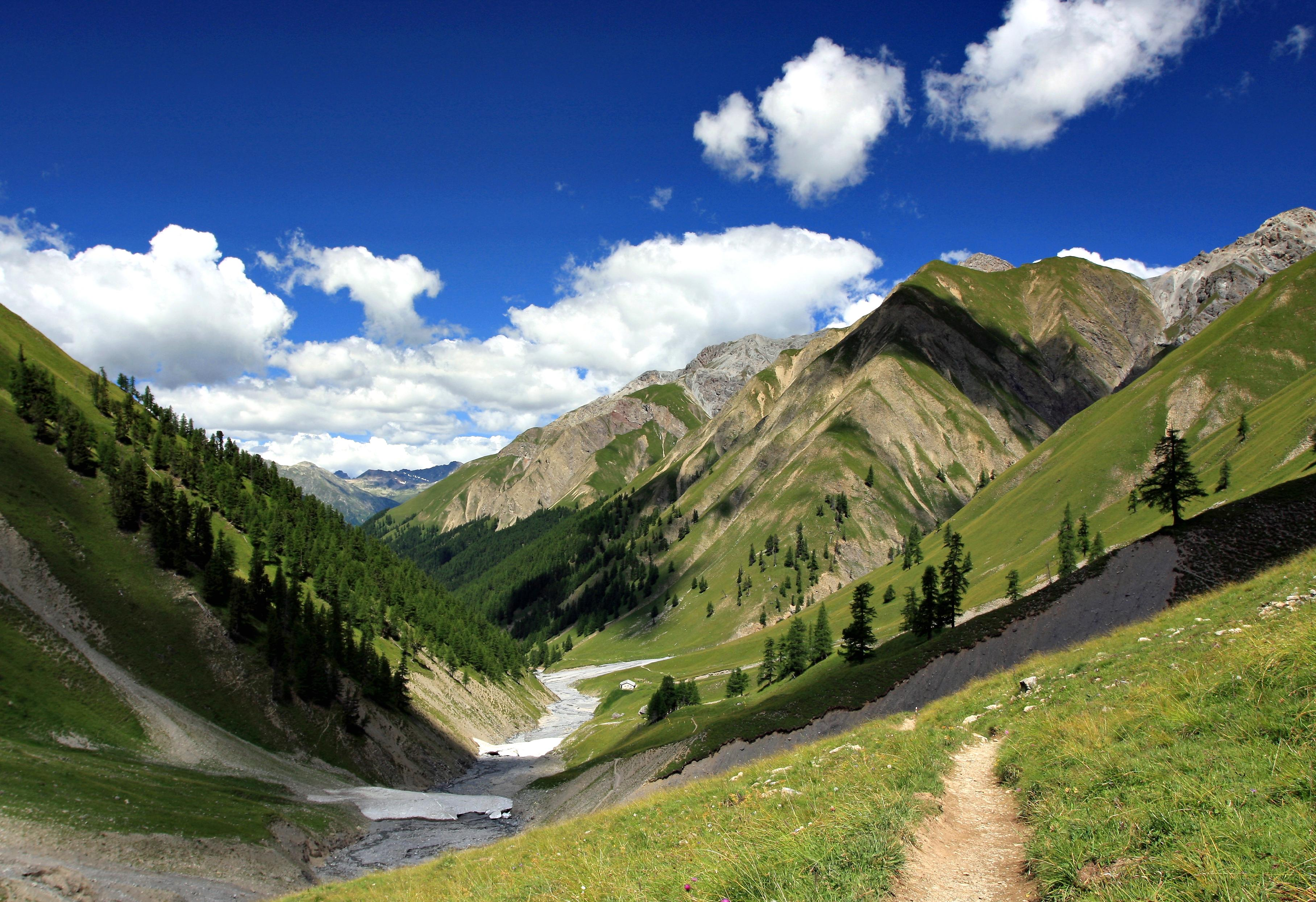
Val Trupchun.

Le règlement du parc national, rédigé en 1980, définit l'existence et le but du parc national. "Le Parc National est une réserve naturelle dans laquelle la nature est entièrement soustraite à toute action ou influence humaine, et dans laquelle l'ensemble des animaux et des plantes est laissé entièrement à son développement naturel." Le règlement donne les fondements de la protection du parc national tandis que les dispositions détaillées sont décrites dans le décret cantonal. Celui-ci définit les buts de la protection, les itinéraires, les interdictions et restrictions.
Le parc national suisse poursuit trois buts :
- Protection de la nature : dans le parc, il est interdit de chasser les animaux, de couper les arbres et de faucher les herbages. Les conditions qui y règnent aujourd'hui sont celles présentes avant l'arrivée de l'homme, il y a 5 000 ans [réf. nécessaire].
- Recherche : grâce à la recherche scientifique il est possible d'évaluer, de comprendre et d'archiver les changements qui ont eu lieu dans le parc national. La recherche à long terme est de toute première importance car elle permet la compréhension des processus naturels.
- Information : à côté de la protection de la nature et la recherche, l'éducation est un des devoirs les plus importants des parcs nationaux. Les informations données par le parc national contribuent à la compréhension de la nature par les visiteurs.

## Projet d'agrandissement
Depuis 1914, le parc national a atteint sa surface actuelle de 172 km2 en différentes étapes. Selon les connaissances actuelles, et contrairement à l'avis des fondateurs du parc, cette surface est trop restreinte pour permettre de maintenir la diversité des espèces. La diversité des habitats n'est pas assez grande pour offrir un biotope idéal à toutes les plantes et espèces animales indigènes. Il manque par exemple des roches cristallines telles que granit et gneiss. Certaines zones humides avec des lacs et des terrains marécageux se trouvent en dehors du parc.

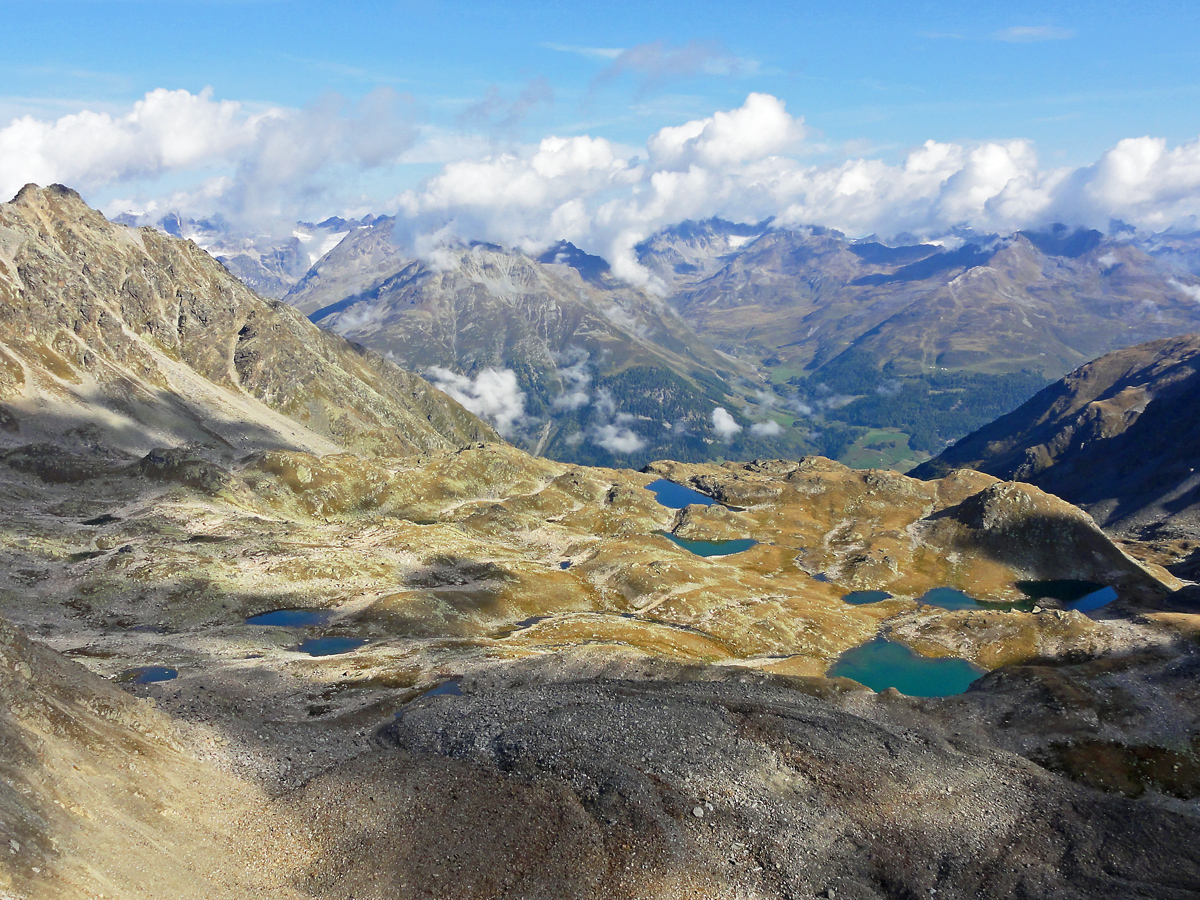
Vue des glaciers rocheux et des lacs de Macun dans leur environnement cristallin.

Depuis 1996, on[Qui ?] parle d'agrandir le parc national. Divers groupes d'intérêts[Qui ?] ont mené des négociations dans ce but. En plus de l'agrandissement de la zone centrale actuelle, il s'agirait aussi d'établir une zone d'environnement. Celle-ci permettrait de maintenir des habitats et protéger les espèces indigènes. Elle prévoit l'intégration de l'agriculture compatible avec la nature contrairement à la zone centrale. La commune de Lavin a posé la première pierre pour l'agrandissement du parc national le 1er août 2000, la région des lacs de Macun de 3,6 km a été intégrée dans la zone centrale du parc. D'autres projets d'agrandissement sont prévus, avec par exemple l'extension de la limite sud du parc du Val Trupchun vers le Val Chamuera et la commune de La Punt Chamues-ch.
En collaboration avec le Val Müstair, la Biosfera Val Müstair/Parc Naziunal est en cours de création. Le parc national actuel en constitue la zone centrale. Le Val Müstair a en outre déposé sa candidature pour le label parc naturel régional.

### Flore
Les pins de montagne, la très rare drave ladine et l'Edelweiss sont typiques. 

### Faune

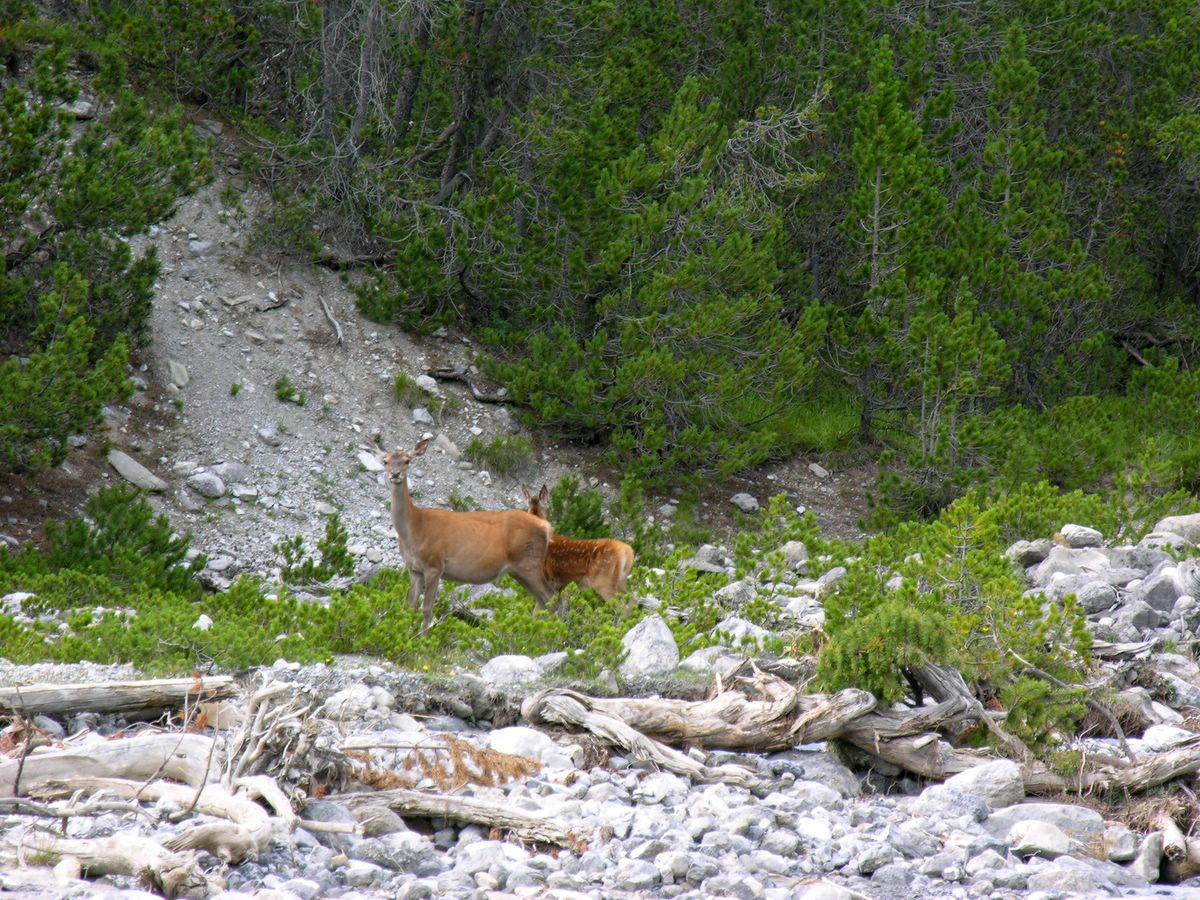
Une biche et son faon.

Outre le chamois, le bouquetin, et le cerf élaphe (1800 à 2000 individus), tous trois présents en nombre important notamment dans le Val Trupchun, le Val Cluozza et le Val dal Botsch, le gypaète barbu, un vautour au bord de l'extinction dans les Alpes, est présent dans le parc où il bénéficie d'un programme de réintroduction dans le Val Stabelchod, où des individus sont régulièrement relâchés depuis 1991. Plusieurs aires d'aigles royaux sont également recensées, notamment dans le Val Trupchun et le Val dal Fuorn. La marmotte des Alpes peut être observée en abondance, car elle occupe la quasi-totalité des prairies du parc. Les nombreux chocards à bec jaune sont de moins en moins farouches avec les visiteurs. Le cassenoix moucheté (Cratschla en romanche, l'emblème et mascotte du parc), reconnaissable à son cri guttural et à son plumage moucheté de brun et blanc, occupe les forêts entre 1500 et 2 700 m d'altitude. Il partage cet habitat avec l'écureuil d'Europe ou encore le chevreuil. Le lagopède alpin et surtout le grand tétras sont plus rares.

### Règlement et interdictions

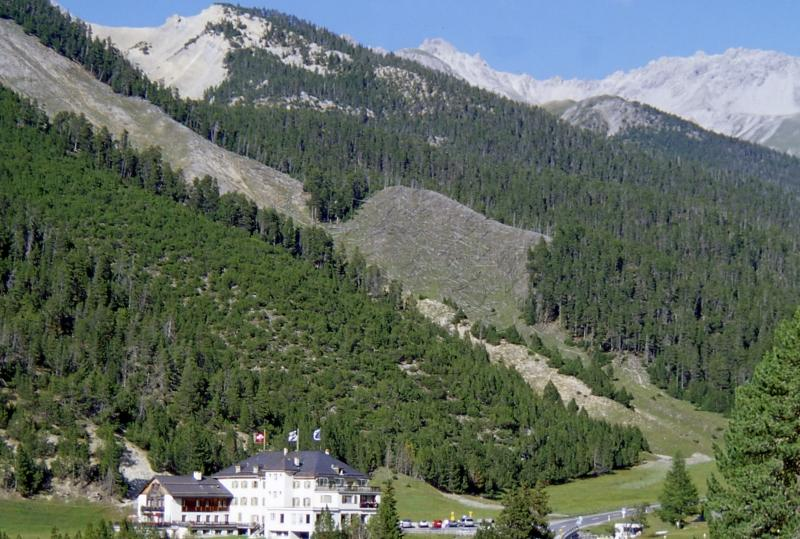
L'hôtel Il Fuorn.

- Il n'est pas nécessaire d'avoir un permis pour se promener dans le parc national, néanmoins les groupes de 20 personnes et plus devront s'annoncer à la maison du parc national de Zernez ;
- L'entrée du parc est gratuite ;
- La meilleure période pour les randonnées s'étend de mi-juin à mi-octobre. En hiver, le parc est fermé ;
- Afin de ne pas déranger le sol, la flore et la faune, il est interdit de quitter les sentiers marqués sur env. 80 km ;
- Les chiens ne sont pas admis à l'intérieur du parc national ;
- Il n'est pas permis de faire du vélo, du ski et de l'équitation, le parc ne peut se visiter qu'à pied ;
- Il est strictement interdit de cueillir ou d'emporter des objets naturels tels que plantes, animaux, bois ou pierres ;
- Il est interdit de faire du feu, de pêcher, de chasser ou encore de ramasser des champignons ;
- Il est interdit de camper ou de bivouaquer, de passer une nuit dans le parc national (même dans un véhicule le long de la route du col de l'Ofen).

## Informations
- Statut : fondation de droit public (siège à Berne)
- Objectifs : protection totale de la nature, recherche scientifique, information
- Situation : canton des Grisons (Engadine)
- Communes bailleuses (%) : Zernez (66,5), S-chanf (13,5), Scuol (13,2), Valchava (4,7), Lavin (2,1)
- Fondation : 1er août 1914 (début : 1909)
- Altitude de 1 400 m (Clemgia/Scuol) à 3 174 m (Piz Pisoc)
- Climat sec, âpre, ensoleillement intense, humidité réduite
- Superficie : 170,3 km2 (17 240 ha)
- Ouverture

Été : du 1er juin au 31 octobre Tous les jours de 8 h 30 à 18 h
Hiver : horaire
- Offices de tourisme Engadine, Zernez, S-chanf, Scuol, Val Müstair, Lavin
- Information centre du parc national à Zernez
- Littérature Guide pédestre, carte, CD-ROM, ouvrage illustré
- Surveillants du parc : 8 surveillants à plein temps
- Visiteurs : environ 150 000 par an
- Accès au parc : 13 (obligatoires)
- Réseau pédestre : 80 km de chemins officiels dont deux itinéraires alpins
- Panneaux d'orientation à chaque entrée du parc et sur chaque parking (départ du chemin)
- Route de l'Ofenpass (H28) : 10 parkings (nombre de places restreint)
- Transports publics : 6 arrêts postaux dans le parc (P1/P3/P4/P6/P8, S-charl)
- Hébergement dans le parc Chamanna Cluozza, Hôtel Il Fuorn
- Excursions guidées chaque mardi et jeudi ; excursions privées sur demande
- Sentier didactique : Il Fuorn-Stabelchod-Margunet-Val dal Botsch, 3,5 heures, information
- Aires de pique-nique : 18 (feux, bivouac et camping interdits)
- Camping et bivouac interdit dans le parc (y compris sur les parkings) ; dans les environs, uniquement sur places officielles
- Hiver : parc non praticable (ski interdit)
- Équipement indispensable : vêtements chauds ; bonnes chaussures de marche ; jumelles

## Galerie

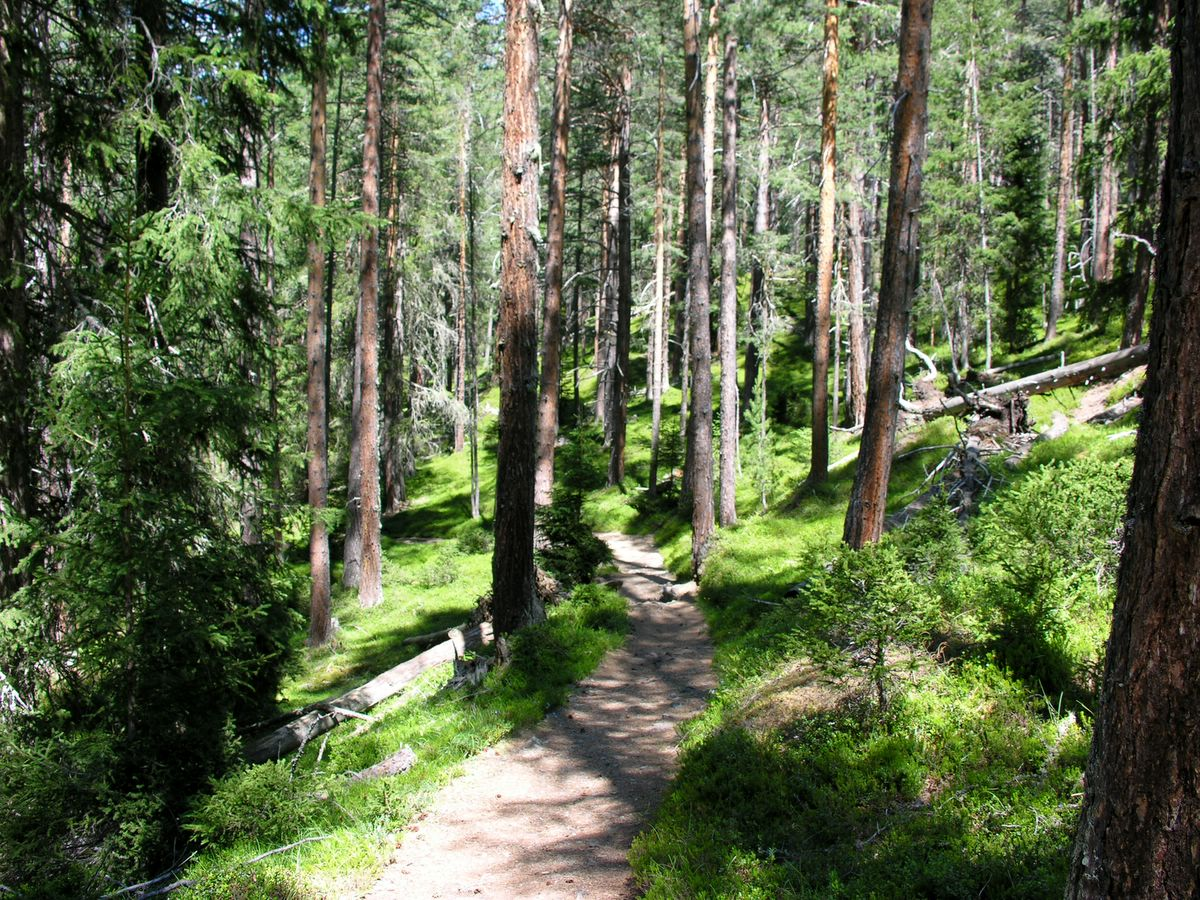
Forêt de Pin.
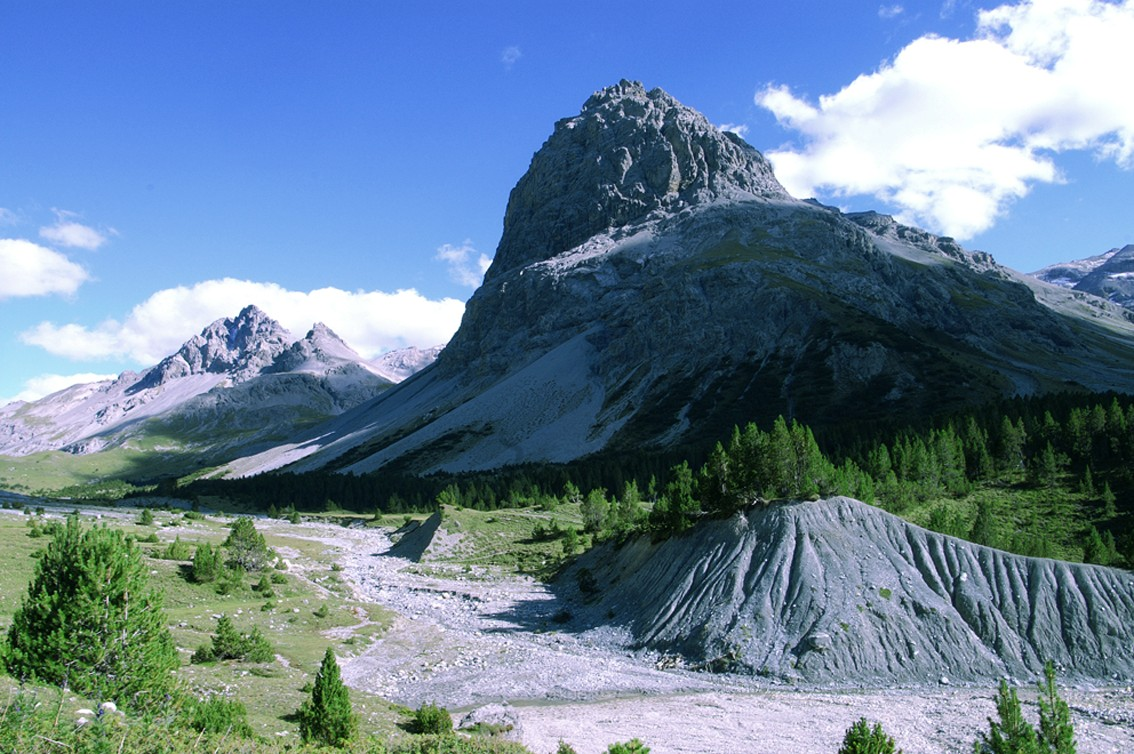
Vue du val Mora.
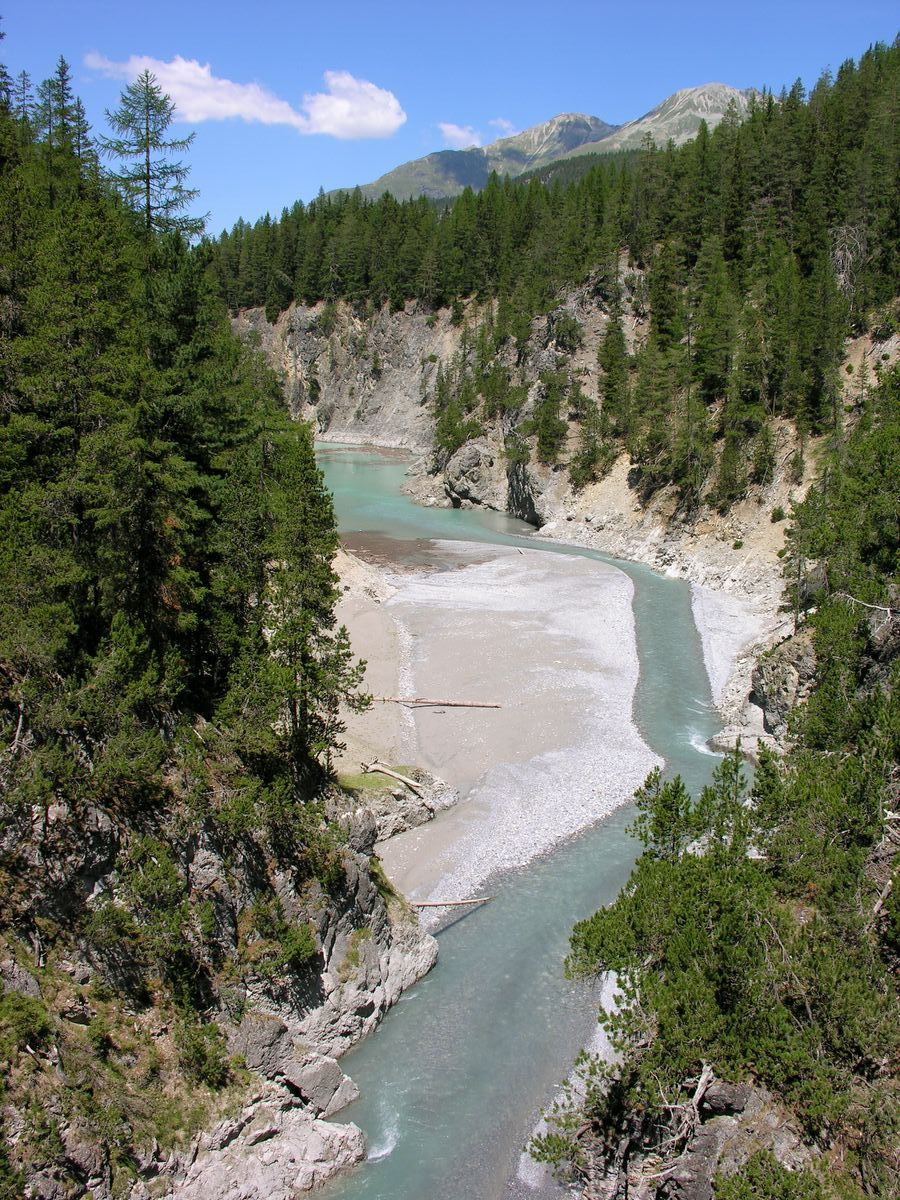
Vue du val dal Spöl.
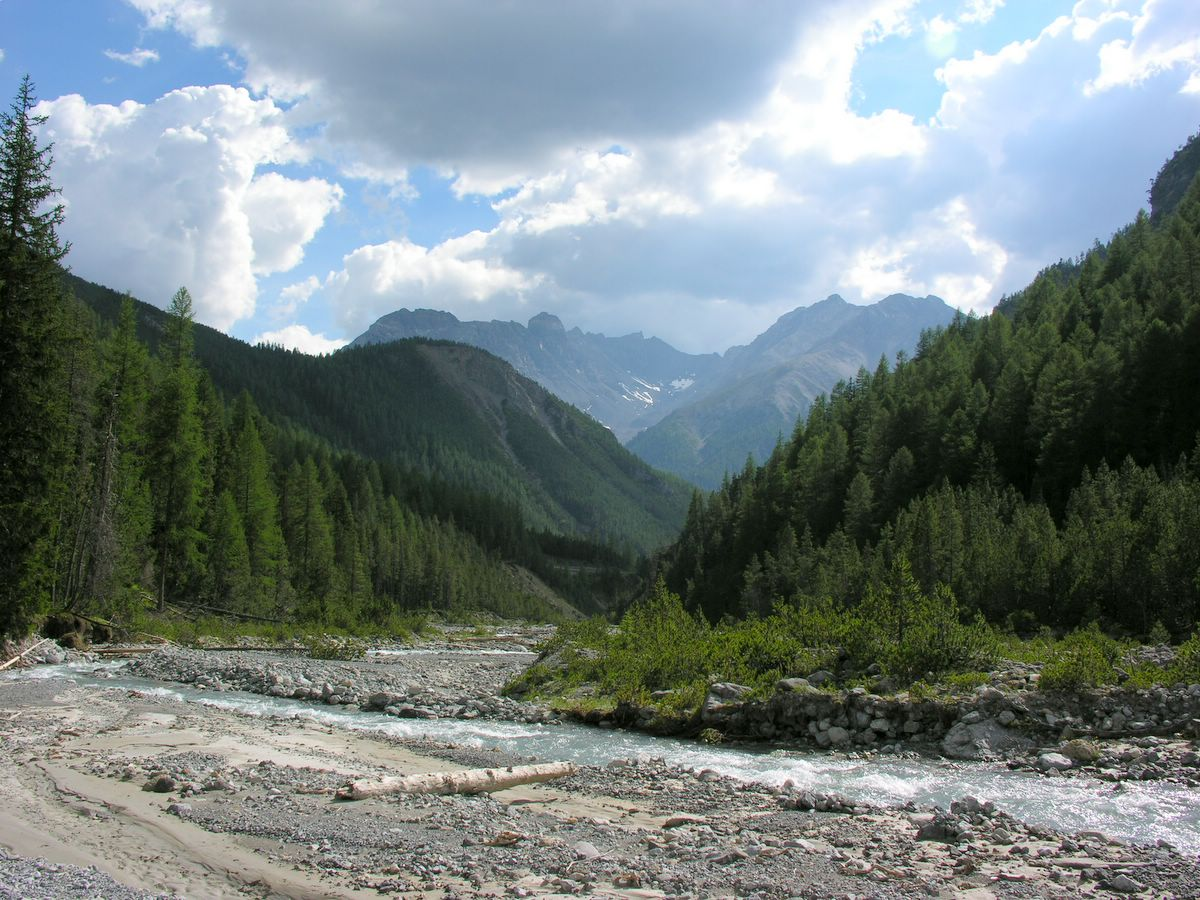
La rivière Ova dal Fuorn.
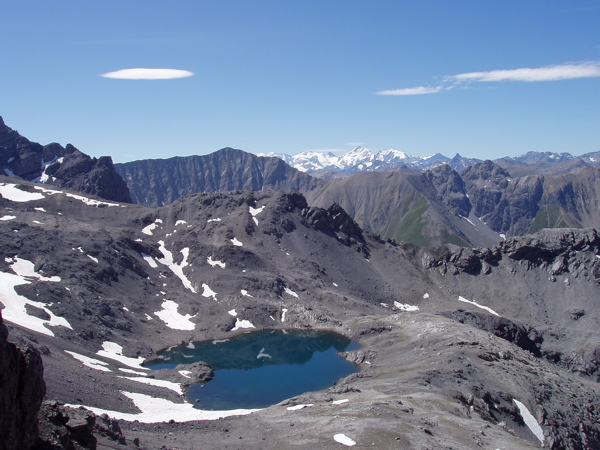
Les lacs de Macun.
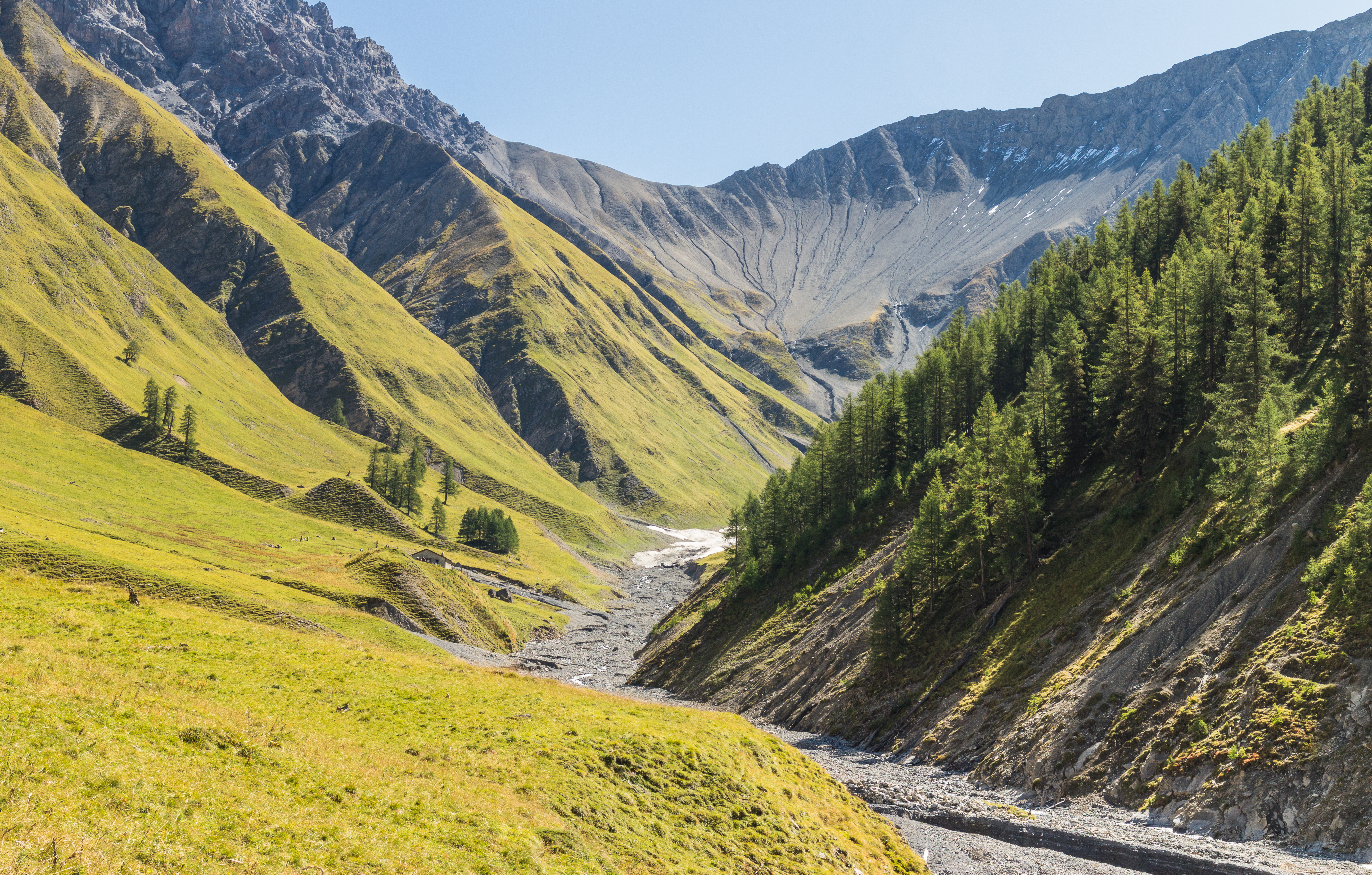
Montagnes de Prasüras, entre le Val Trupchun et l'alpe Purcher, dans le parc national suisse. Septembre 2019.